# 马恩岛领主
马恩岛领主（英語：Lord of Mann）是马恩岛名义上的君主和元首。首任马恩岛领主是第二代德比伯爵托马斯·斯坦利，他从1504年开始拥有这个头衔。1765年喬治三世成為马恩岛领主，從此马恩岛领主皆由英国君主兼任，故现任者是查爾斯三世。由於領主大多時間不在島上，故委派曼島副總督代行職務，而實權則交由曼島首席部長行之。

## 歷代領主列表
- 第二代德比伯爵托马斯·斯坦利（1504–1521）
- 第三代德比伯爵爱德华·斯坦利（1521–1572）
- 第四代德比伯爵亨利·斯坦利（1572–1593）
- 第五代德比伯爵费迪南多·斯坦利（1593–1594）
- 英格兰女王伊丽莎白一世（1598-1607）
- 第一代北安普顿伯爵亨利·霍华德（1607–1608）
- 第一代索爾茲伯里伯爵羅伯特·塞西爾（1608–1609）
- 第六代德比伯爵威廉·斯坦利（1609–1612）
- 德比伯爵夫人伊丽莎白·斯坦利（1612–1627）
- 第七代德比伯爵詹姆斯·斯坦利（1627–1651）
- 第三代卡梅伦的费尔法克斯勋爵托马斯·费尔法克斯（1651–1660；由奥利弗·克伦威尔任命）
- 第八代德比伯爵查尔斯·斯坦利（1660–1672）
- 第九代德比伯爵威廉·斯坦利（1672–1702）
- 第十代德比伯爵詹姆斯·斯坦利（1702–1736）
- 第二代阿索尔公爵詹姆斯·穆雷（1736–1764）
- 阿索尔公爵夫人夏洛特·穆雷及第三代阿索尔公爵约翰·穆雷（1764–1765）
- 联合王国国王乔治三世（1765–1820）
- 联合王国国王乔治四世（1820–1830）
- 联合王国国王威廉四世（1830–1837）
- 联合王国女王维多利亚（1837–1901）
- 联合王国国王爱德华七世（1901–1910）
- 联合王国国王乔治五世（1910–1936）
- 联合王国国王爱德华八世（1936）
- 联合王国国王乔治六世（1936–1952）
- 联合王国女王伊丽莎白二世（1952–2022）
- 联合王国国王查尔斯三世（2022–至今）